# Episodi di LEGO Ninjago (quattordicesima stagione)
La stagione sottotitolata Cristallizzati è, per le emittenti televisive, la quarta stagione del nuovo ciclo della serie animata Ninjago, iniziato nel 2019, senza il sottotitolo Masters of Spinjitzu.
La stagione è la quarta che viene animata da WildBrain ed è composta da 30 episodi.
La stagione segue il capitolo Seabound e chiude il cerchio della storia del nuovo ciclo della serie iniziato nel 2019 con Segreti dello Spinjitzu proibito.
La storia di Cristallizzati si basa sulla ricerca da parte dei ninja nello scoprire un misterioso acquirente di vengestone che sta lavorando per un criminale chiamato Re Crystal, che i ninja scopriranno essere l'Overlord, tornato dopo la sua ultima apparizione nella terza stagione di Ninjago: Masters of Spinjitzu.
La stagione Cristallizzati, inoltre, precede gli avvenimenti della prima stagione della serie Ninjago: La rivolta dei draghi.
Negli Stati Uniti, i primi 12 episodi di questa stagione sono stati caricati per la prima volta sul canale YouTube della LEGO il 20 maggio 2022, mentre, invece, in Italia sono andati in onda su Cartoon Network dal 25 luglio 2022.
I restanti episodi della stagione sono usciti il 1º ottobre 2022 su Netflix nei Stati Uniti. in Italia, la trasmissione è iniziata il 7 novembre 2022 ed si è conclusa il 17 novembre.
La prima parte della stagione è stata aggiunta su Netflix il 1º giugno 2023 mentre la seconda parte è stata aggiunta il 1º ottobre 2023.
| nº | Titolo originale                | Titolo italiano                        | Prima TV Canada | Prima TV Italia  |
| -- | ------------------------------- | -------------------------------------- | --------------- | ---------------- |
| 1  | Farewell the Sea                | Addio al mare                          | 20 maggio 2022  | 25 luglio 2022   |
| 2  | The Call of Home                | Il richiamo di casa                    | 20 maggio 2022  | 25 luglio 2022   |
| 3  | The Shape of Nya                | La Forma di Nya                        | 20 maggio 2022  | 26 luglio 2022   |
| 4  | A Mayor Problem                 | L'opposizione del sindaco              | 20 maggio 2022  | 26 luglio 2022   |
| 5  | Public Enemies 1, 2, 3, 4 and 5 | Nemici pubblici numero 1, 2, 3, 4 e 5  | 20 maggio 2022  | 27 luglio 2022   |
| 6  | A Painful Promise               | Una promessa dolorosa                  | 20 maggio 2022  | 27 luglio 2022   |
| 7  | NINJAGO City VS. Ninja          | Ninjago City contro Ninja              | 20 maggio 2022  | 28 luglio 2022   |
| 8  | Kryptarium Prison Blues         | La tristezza di Kryptarium             | 20 maggio 2022  | 28 luglio 2022   |
| 9  | Hounddog McBrag                 | Hounddog McBrag                        | 20 maggio 2022  | 29 luglio 2022   |
| 10 | The Benefit of Grief            | Il beneficio del dolore                | 20 maggio 2022  | 29 luglio 2022   |
| 11 | The Fifth Villain               | Il quinto cattivo                      | 20 maggio 2022  | 30 luglio 2022   |
| 12 | The Council Of The Crystal King | Il Consiglio del Re Crystal            | 20 maggio 2022  | 30 luglio 2022   |
| 13 | A Sinister Shadow               | Un'ombra sinistra                      | 1 ottobre 2022  | 7 novembre 2022  |
| 14 | The Spider's Design             | Operazione ragni                       | 1 ottobre 2022  | 7 novembre 2022  |
| 15 | The Fall of the Monastery       | La caduta del monastero                | 1 ottobre 2022  | 8 novembre 2022  |
| 16 | Darkness Within                 | Il lato oscuro                         | 1 ottobre 2022  | 8 novembre 2022  |
| 17 | The Coming of the King          | La venuta del re                       | 1 ottobre 2022  | 9 novembre 2022  |
| 18 | Return to Primeval's Eye        | Ritorno all'occhio di Primeval         | 1 ottobre 2022  | 9 novembre 2022  |
| 19 | Crystastrophe                   | Cristalstrofe                          | 1 ottobre 2022  | 10 novembre 2022 |
| 20 | Christofern                     | Felcecilia                             | 1 ottobre 2022  | 10 novembre 2022 |
| 21 | A Lesson in Anger               | Una lezione di rabbia                  | 1 ottobre 2022  | 11 novembre 2022 |
| 22 | Brave But Foolish               | Coraggioso ma incosciente              | 1 ottobre 2022  | 11 novembre 2022 |
| 23 | Quittin' Time!                  | L'ora di mollare                       | 1 ottobre 2022  | 14 novembre 2022 |
| 24 | Return of the Ice Emperor       | Il ritorno dell'Imperatore di ghiaccio | 1 ottobre 2022  | 14 novembre 2022 |
| 25 | Safe Haven                      | Un rifugio sicuro                      | 1 ottobre 2022  | 15 novembre 2022 |
| 26 | Compatible                      | Il risveglio di Zane                   | 1 ottobre 2022  | 15 novembre 2022 |
| 27 | Distress Calls                  | Richieste d'aiuto                      | 1 ottobre 2022  | 16 novembre 2022 |
| 28 | An Issue of Trust               | Una questione di fiducia               | 1 ottobre 2022  | 16 novembre 2022 |
| 29 | Dragon Form                     | La forma drago                         | 1 ottobre 2022  | 17 novembre 2022 |
| 30 | Roots                           | Radici                                 | 1 ottobre 2022  | 17 novembre 2022 |

## Addio al mare
Un anno dopo il sacrificio di Nya, i ninja si sono sparsi per Ninjago, ancora tristi per la perdita della loro amica. Cole, Zane, P.I.X.A.L. e il maestro Wu sono rimasti al monastero, Kai è diventato un allenatore per bambini che li allena con sagome di cartone di Kalmaar perché e stato lui la causa del motivo per cui Nya si e fusa e li allena per combattere gli altri cattivi restanti , Lloyd un lava finestre e Jay si è rinchiuso nel vecchio faro del dottor Julien, nella speranza che la sua amata ritornasse e parla con i bicchieri pensando che fossero collegati a nya . 

Intanto, al telegiornale, spunta la notizia di un nuovo contrabbando di vengestone diretto da miss demourer come lo stesso del primo episodio di seabound, fermato da cinque eroi che si fanno chiamare Nuovi Ninja. Inoltre, il nuovo sindaco appena eletto, Ulysses Norville Trustable, afferma di essere contento di vedere nuovi ninja, poiché, per lui, i vecchi erano troppo distruttivi. Cole decide quindi di riunire la squadra per risolvere il mistero della vengestone. Tutti si incontrano davanti al faro e vedono che, tra le onde del mare, galleggiano delle lanterne, create dagli abitanti di Ninjago per commemorare Nya. I ninja decidono, quindi, di unire le proprie forze e combattere per sempre fianco a fianco, in memoria della loro amica.

## Il richiamo di casa
Dei pescatori, sulla loro barca, si ritrovano nel mezzo di una tempesta. Uno di loro cade in mare, ma viene salvato da un misterioso drago marino azzurro e luminoso. I pescatori riconoscono la voce del drago e capiscono che si tratta di Nya. Così, la ringraziano per il salvataggio. Quando, però, Nya sente pronunciare il suo nome, inizia a farsi delle domande, poiché, a un anno dal suo sacrificio, ha perso la memoria e ha dimenticato i suoi amici. Mentre nuota nell'oceano, Nya s'imbatte in Nyad, prima maestra dell'acqua. Quest'ultima le consiglia di dare un'occhiata in superficie per provare a ricordare. Così, Nya ascolta il consiglio e, quando esce dall’acqua, trova le lanterne galleggianti create dagli abitanti della città. Leggendo i messaggi sulle lanterne ricorda tutto e decide di tornare dai suoi amici. Nyad, però, ricorda a Nya che adesso è un tutt'uno con l’oceano e non può rinunciare alla sua forma, poiché parte del suo potere. Perciò, Nya comincia a pensare che l'unico modo, per tornare umana, è rinunciare ai suoi poteri. Per questo, ringrazia Nyad dell’aiuto e va cercare i suoi amici, nella speranza di trovare, con loro, un modo per tornare ad essere in carne ed ossa.

## La Forma di Nya
I ninja indagano sul misterioso trasporto di vengestone che avviene in città e comprendono che l'unico modo, che i criminali hanno per trasportarla, è attraverso una linea non attiva della metropolitana, chiusa da anni. Arrivati in quella linea, i ninja beccano un carro pieno di vengestone e vengono attaccati da Miss Demeneor. 

In quell'esatto momento, sul posto, giungono i Nuovi Ninja che risolvono la situazione e arrestano i criminali. L'idea di essere sostituiti fa irritare molto i vecchi ninja, che cominciano a discutere del fatto. Nel mezzo della discussione, Kai fa cadere un bicchiere d'acqua in cui Jay crede ci sia Nya. I due arrivano a litigare, ma, proprio in quel momento, dall'acqua versata spunta proprio Nya. La ragazza rivela ai suoi amici che l'unico modo per tornare umana è privarsi dei suoi poteri. Lloyd ricorda che l'unico ad essere stato privato dei suoi poteri, in passato, è Kai, quando Aspheera, la vecchia serpentina che voleva vendicarsi di Wu, gli rubò l'elemento del fuoco. Così, la squadra giunge alla sola e unica conclusione che il solo modo per prosciugare i poteri di Nya è chiedere aiuto ad Aspheera, rinchiusa nella prigione di Kryptarium.

## L'opposizione del sindaco
I ninja si recano dal sindaco per avere il permesso di liberare Aspheera e prendere anche lo scettro della serpentina dalle Borg Tower. Il sindaco rifiuta, così, decidono di agire lo stesso, ma illegalmente. Per mantenere Nya in forma ghiacciata, affinché non ritorni nella forma acquosa, Lloyd chiama Skylor che, essendo la maestra dell'ambra, è in grado di replicare i poteri degli altri maestri degli elementi. Pertanto, prende il potere del ghiaccio di Zane e resta al monastero, mentre gli altri vanno in missione.
Lloyd, Kai e Zane liberano Aspheera, ma vengono tuttavia scoperti. Essendo vestiti di nero, non vengono comunque riconosciuti e riescono a far fuggire la serpentina.
Cole e Jay, invece, vanno alla Borg Tower per prendere lo scettro, ma scoprono che la stanza con tutti gli artefatti più preziosi è stata stranamente svuotata.

Nel frattempo, al monastero, Skylor comincia a perdere i poteri del ghiaccio di Zane. Nya, quindi, inizia a scongelarsi.

## Nemici pubblici numero 1, 2, 3, 4 e 5
Il sindaco riceve una chiamata dalla prigione di Kryptarium e viene avvisato del fatto che Aspheera è stata liberata da strani ninja neri. 

Intanto, Lloyd, Kai e Zane giungono al monastero con la serpentina. Tuttavia, quest'ultima, dopo aver dato un'occhiata a Nya, rivela che non può fare nulla senza il suo scettro. In quel momento arrivano anche Cole e Jay. I due avvisano gli altri del fatto che la stanza della Borg Tower era vuota. 

Così, P.I.X.A.L. chiama Cyrus Borg. Quest'ultimo rivela alla nindroide che lo scettro è in un convoglio di camion che sta spostando artefatti pericolosi in un luogo più sicuro. I ninja agiscono di conseguenza, indossando sempre le divise nere per non essere riconosciuti. Così, bloccano il camion che trasporta lo scettro e con una calamita che pende dal Jet di Zane, spostano il veicolo in alto. Quando però entrano nel camion, incontrano i Nuovi Ninja, che tentano di fermarli. Durante il combattimento, i vecchi ninja vengono scoperti, ma riescono comunque a rubare lo scettro di Aspheera e a scappare. Quando il sindaco viene a sapere della notizia va su tutte le furie.

## Una promessa dolorosa
Aspheera comincia a stufarsi di aspettare lo scettro, così vaga in giro per il monastero e scopre dove sono nascoste le armi d'oro. Wu invita la serpentina a non comportarsi come se fosse a casa sua, ma la maga ammette di annoiarsi e di volersene andare. Così, Wu, per intrattenerla, svolge attività con lei, la quale per la maggior parte sono sfide personali. 

Intanto, i ninja tornano al monastero e consegnano lo scettro ad Aspheera. Tuttavia, come Wu aveva predetto, la serpentina si disinteressa di Nya e spara contro tutti dichiarando vendetta. Proprio in quel momento, però, al monastero giungono i Nuovi Ninja, per arrestare i vecchi dopo i reati commessi. Lloyd offre quindi ad Aspheera la possibilità di scappare, dato che anche lei verrebbe arrestata, ma le dice che gli indicherà la via di fuga solo se salverà Nya. Così, la serpentina sferra il suo scettro contro Nya, che, piena del suo elemento, si rivela complicata da far tornare umana. Il piano funziona anche se lo scettro  di Aspheera viene distrutto e Lloyd per ringraziare Aspheera la lascia libera. Intanto i Nuovi Ninja arrestano i vecchi e li portano alla prigione di Kryptarium. Nya, invece, tornata umana, viene lasciata riposare sul divano del monastero.

Aspheera, nel frattempo, si reca alla sua vecchia piramide e si crea un esercito di origami serpente , dove qualcuno, dall'alto, dà un nuovo  scettro che pero le parti nere sono diventate viola. Si tratta di un grosso ragno meccanico di cristallo, che proietta un ologramma di un uomo con una maschera kabuki. Quest'ultimo chiede ad Aspheera di unirsi al consiglio del re Crystal, dove potrà avere la vendetta su tutti coloro che le hanno fatto un torto. Aspheera, ovviamente, accetta subito, senza problemi.

## Ninjago City contro Ninja
I ninja vengono processati per gli atti commessi. Il giudice stabilisce per loro cinque anni di reclusione nella prigione di Kryptarium.

Una volta scortati lì, i ninja incontrano tutti i loro vecchi nemici, tra cui Ultra Violet, Killow, Capitan Soto, le Serpentine, gli scheletri e Ronin. I cattivi cominciano un dibattito con i ninja che sfocia in una rissa. Quest'ultima viene fermata dai poliziotti, che avvisano Lloyd di avere delle visite.

Quando Lloyd va a parlare con il visitatore, scopre che è un uomo mascherato con una maschera kabuki. Egli rivela di lavorare per il Re Crystal, un malvagio criminale che sta radunando tutti i peggiori cattivi dei ninja per sconfiggerli e conquistare Ninjago. Dette le sue parole, il mascherato kabuki scappa e Lloyd tenta di inseguirlo, facendo credere ai poliziotti di voler scappare. Il suo avversario, però, si rivela astuto e riesce e a seminarlo. Lloyd, rassegnato, si lascia prendere dalle guardie e va ad avvisare gli altri ninja.

Intanto, a Shintaro, i ragni di cristallo giungono nella cella di Vangelis, il vecchio stregone del teschio che Cole aveva sconfitto in passato. Come con Aspheera, il ragno proietta un ologramma dell'uomo con la maschera kabuki, che invita Vangelis a entrare nel consiglio, come dandogli una maschera simile a quella che indossava quando era lo stregone del teschio. Vangelis indossa la maschera che si illumina di rosa invece di verde e accetta la proposta.

## La tristezza di Kryptarium
Dareth e Skylor vanno a trovare i ninja in prigione. I due rivelano alla squadra che re Vangelis è scappato la notte prima da Shintaro. I ninja intuiscono che l'artefice della sua fuga possa essere stato Re Crystal.
Intanto, Nya, al monastero, si sente in colpa per aver spedito in prigione i suoi amici e debole per aver perso i suoi poteri. La sua tristezza la porta a gettare via tutti i suoi vecchi oggetti, supponendo che non essendo più un maestro degli elementi, non debba più allenarsi. Il maestro Wu cerca di rassicurarla e di farle capire che anche senza poteri può essere utile. Così, Nya, cercando tra le cianfrusaglie che sta buttando, trova un vecchio progetto del Samurai X, identità che aveva preso prima di diventare un maestro dell'acqua. Per questo, corre subito da P.I.X.A.L. per chiederle di costruire il nuovo mech da samurai. In prigione, invece, i ninja continuano a sentirsi fissati e minacciati. A Kryptarium fa il suo ingresso improvviso Pythor, il vecchio serpente anacondrai che i ninja avevano sfidato in passato in masters of spinjitzu. Pythor provoca i ninja rivelando loro che a catturarlo sono stati proprio i Nuovi Ninja, definendoli molto più bravi. I ninja vanno su tutte le furie e scoppia una rissa, che viene fermata dalle guardie. La sera, i ragni di cristallo si recano alla prigione e l'uomo con la maschera kabuki invita Pythor ad entrare nel consiglio. Il serpente accetta, ma i ninja, avendo individuato i ragni, rompono le sbarre e tentano di catturare Pythor, senza tuttavia riuscirci e venendo fermati dalle guardie della prigione.

## Hounddog McBrag
La mattina seguente alla fuga di Pythor, i ninja vengono scortati in un autobus che condurrà i prigionieri alla ventiduesima strada della città, dove tutti dovranno raccogliere la spazzatura, per svolgere un lavoro socialmente utile. Sull'autobus, i ninja, Jay in particolare, fanno conoscenza di Fuccellino, un ragazzo che si crede un grande criminale, ma che è semplicemente irritante e stupido.

L'autobus parte, ma è costretto a fermarsi quando un uomo si trova in mezzo alla strada a causa di un malfunzionamento della sua auto. L'uomo viene subito riconosciuto dai ninja, che capiscono trattarsi di Dareth. Infatti, quest'ultimo sta costruendo un diversivo per Nya, che con il nuovo mech da Samurai X libera i ninja e Fuccellino, che li segue. Tutti quanti salgono sulla macchina di Dareth e fuggono via, mentre Nya ribalta l'autobus per evitare un inseguimento.

Quando il sindaco viene a sapere dell'evasione dei ninja, contatta Hounddog McBrag, sceriffo addestrato appositamente per catturare criminali veloci e astuti.
Intanto, la macchina di Dareth incontra un'auto della polizia e, nonostante riescano a seminarla, il veicolo si rompe. I ninja, costretti a rimanere a piedi, per non essere catturati decidono di separarsi in due gruppi e proseguire per due strade diverse, promettendosi di rincontrarsi alla stazione di Twitchy Tim.

## Il beneficio del dolore
Zane, Kai e Dareth, dopo aver camminato per tutta la notte, sono esausti e sudati. Sulla strada, incontrano Sally, una ragazza dai capelli rosa che da' loro un passaggio.
I ninja mentono sulla loro identità e fanno domande alla ragazza. Sally rivela di dirigersi a Ninjago City, volendo diventare una cantante famosa. Quando, però, le viene chiesto chi sono le persone che sta abbracciando in una foto, Sally impazzisce e lascia il manubrio dell'auto. Zane tira il freno a mano e ferma la macchina. La ragazza scende e inizia a piangere sulla sabbia, rivelando che quelli nella foto sono i suoi genitori e che lei è scappata di casa, rubando l'auto di suo padre, perché le aveva detto che era troppo piccola per diventare una cantante. Tuttavia, in quel momento, sul posto, arriva un elicottero della polizia con Hounddog McBrag. Sally crede quindi che sia stato suo padre a chiamare la polizia e sale sulla sua auto insieme ai ninja, che rivelano alla ragazza che i poliziotti stanno cercando loro e non lei. Dopo un lungo inseguimento, riescono a seminare gli inseguitori, ma Sally è ancora triste per aver disobbedito a suo padre. Così, Zane la rassicura e le consiglia di tornare a casa. Sally ascolta il nindroide e torna dai suoi genitori, che riabbracciano felici la figlia. Zane capisce, quindi, che anche il dolore può avere un beneficio e riaccende il suo misuratore di emozioni, che aveva spento dopo la scomparsa di Nya.

## Il quinto cattivo
Il gruppo di Lloyd, Cole, Jay e Fuccellino raggiunge la stazione di Twitchy Tim, dove nel frattempo sono già arrivati Zane, Kai e Dareth. Così, dopo essersi dissetati, tutti i ninja ragionano su come scoprire l'identità del re Crystal. Lloyd pensa che se riuscissero a scoprire il prossimo invitato, potrebbe travestirsi dal cattivo in questione e infiltrarsi al consiglio. I ninja prendono, quindi, una lista di possibili grandi criminali che possono essere invitati, senza tenere in considerazione Vangelis, Pythor e Aspheera , già reclutati i prossimi candidati potrebbero essere capitan soto, killow , ultraviolet ma sono cattivi di basso livello poi credono che i prossimi potrebbero essere krux and Acronix i gemelli del tempo visti in masters of spinjitzu oppoure persino Garmadon ma nessusa dove siano Garmadon o krux e Acronix . Giungono alla conclusione che l'unico cattivo, ancora in circolazione davvero potente è il Meccanico in origine era un cattivo di basso livello ma salito di livello in prime empire per aver liberato unagami , ma mentre stanno per andare via, alla stazione di Twitchy arriva Hounddog McBrag con la sua scorta. Twitchy rivela per sbaglio dove sono nascosti i ninja, a causa dei suoi problemi di memoria, ma Fuccellino attacca McBrag e si lascia catturare per far scappare i ninja, che distruggono una macchina della polizia, mentre con l'altra fuggono via.

La sera stessa, si dirigono nel covo del Meccanico e lo catturano. Lloyd quindi si traveste da Meccanico e viene invitato nel consiglio del re Crystal. Dopo aver accettato la proposta, segue il ragno di cristallo in un tunnel buio e profondo.

## Il Consiglio del Re Crystal
I ninja prendono un camion del Meccanico e seguono Lloyd attraverso un GPS collegato a lui. Il Meccanico, nel mentre, si libera dalla corde da cui è legato, ribalta il veicolo e fugge nelle fogne. I ninja lo seguono e combattono contro di lui, mentre un ragno di cristallo riprende la scena. Il Meccanico riesce a fuggire e i ninja perdono il segnale di Lloyd, che, intanto, è stato condotto, da un veicolo velocissimo, in un covo segreto. Qui trova migliaia di statue in vengestone, ma un altro ragno lo invita a seguirlo su delle scale. Salita la gradinata, Lloyd, sotto mentite spoglie del Meccanico, giunge finalmente al tavolo del consiglio, dove sono già presenti Aspheera, Vangelis, Pythor e Mr. F, la versione più aggiornata di Mr. E, ovvero il vecchio nindroide facente parte dei Figli di Garmadon. L'uomo con la maschera kabuki giunge al consiglio, ma invece di rivelare il piano del re Crystal, avvisa i membri presenti che tra loro c'è un impostore. Un ragno di cristallo mostra la scena di combattimento tra i ninja e il Meccanico. Lloyd, essendo stato scoperto, tenta di scappare, ma viene messo a terra dal consiglio. L'ignoto mascherato si avvicina a lui e si toglie la maschera. La sua identità si rivela essere quella di Harumi, la ragazza che era a capo dei Figli di Garmadon e che si faceva chiamare il Silenzioso. Lloyd rimane incredulo alla scoperta, poiché la credeva morta, ma dopodiché sviene.

## Un'ombra sinistra
Harumi racconta a Lloyd, incatenato con catene di vengestone, come è riuscita a tornare in vita dopo essere crollata dal palazzo. Dopo essere morta, infatti, Harumi si è risvegliata nel vuoto totale insieme ad un'entità nera che si presenta alla ragazza come Re Crystal. Quest'ultimo offre ad Harumi la possibilità di tornare in vita se in cambio avesse lavorato per lui. La ragazza accetta e si risveglia in mezzo alle macerie del palazzo in cui è morta, con in mano un cristallo. Il Re Crystal gli ordina di tornare al tempio Oni dell'occhio del cieco e posizionare il cristallo lì. Harumi esegue l’ordine ed è in quel momento che si accorge che in realtà il Re Crystal è l'Overlord, ovvero il male fatto a essenza. Lui ordina alla ragazza di costruire un esercito di vengestone. Viene quindi mostrato nei flashback come Harumi si rechi prima da Vangelis e poi da Miss Demenaor per recuperare vengestone. Operazioni tutte fermate dai ninja. Dopo il racconto Lloyd ruba le chiavi ad Harumi e tenta di scappare, ma viene steso nuovamente da Mr. F.

## Operazione ragni
Lloyd si risveglia in una gabbia di vengestone sopra della lava e cerca di convincere Harumi di non fare del male agli altri ninja e a non lavorare per il Re Crystal, per non ferire innocenti. Nonostante la ragazza risulti titubante, continua con il suo piano e attua l'operazione ragni. Intanto, al monastero si presenta Hounddog McBrag che confisca il Bounty del destino con rammarico del maestro Wu. Successivamente il vecchio si reca nell'hungar da P.I.X.A.L, Nya e Skylor per ricevere informazioni sui ninja, seguiti da un GPS. I ninja, infatti, stanno esplorando la metropolitana, alla ricerca di Lloyd. Tuttavia Harumi invia dei ragni bomba da loro e li fa esplodere, convincendo Lloyd che i suoi amici siano morti. Il ninja verde va su tutte le furie e sprigiona il suo potere Oni, liberandosi dalla gabbia, ma in seguito viene ancora steso da Mr. F. In realtà, gli altri ninja non sono morti, ma riescono a salvarsi rifugiandosi in un vecchio vagone a vapore abbandonato della metropolitana. Tuttavia, l'enorme quantità di detriti fatti cadere dalle bombe, fa perdere loro il segnale con P.I.X.A.L..

## La caduta del monastero
I ninja tentano in vari modi di liberarsi dai detriti che coprono il vagone della metropolitana. Non avendo successi, Zane tenta di contattare P.I.X.A.L. provando ad amplificare il ricevitore di Kai. Intanto, al monastero, Wu, Nya, Skylor e la stessa P.I.X.A.L. cominciano a preoccuparsi dei ninja, ma si accorgono di avere problemi più gravi. Nell'hungar del monastero si presentano Aspheera, Pythor, Vangelis e il Meccanico, reclutati nel consiglio del re Crystal. Harumi, infatti, ha ordinato loro di rubare le armi d'oro dello Spinjitzu. Wu e le ragazze si oppongono e combattono contro i nemici. I quattro cattivi si rivelano però davvero forti, perciò P.I.X.A.L. richiama i Mini Pix, ovvero centinaia di piccoli robot volanti che la aiutano a costruire i veicoli. Tuttavia, non essendo progettati per combattere, vengono distrutti e i membri del consiglio stendono Wu e le ragazze e rubano le armi d'oro Aspheera  prende la spada di fuoco di kai , vangelis la falce del terremoto di cole , il meccanico prende gli shuriken del ghiaccio di zane , Pythor prende il nunghaku del fulmine di jay ma non avendo eletricita quindi un fulmine che li collega sono solo dei bastoni, immettendo dei ragni bomba nel monastero. Un Mini Pix salva tutti, ma il monastero esplode, lasciando rammaricato il maestro Wu. P.I.X.A.L. intanto riceve il contatto di Zane, pertanto Nya, con il mech di Samurai X si reca ad aiutarli.

## Il lato oscuro
Lloyd si risveglia appeso a delle catene di vengestone e vede Harumi con gli altri membri del consiglio possedere le armi d'oro. Harumi rivela al ninja verde che le hanno prese al monastero, facendogli credere di aver ucciso anche Wu, Nya, Skylor e P.I.X.A.L., proprio come gli altri ninja. In realtà, questi ultimi sono ancora imprigionati nella metropolitana, ma vengono salvati da Nya, che rivela loro ciò che è successo e che c'è Harumi dietro tutto il piano. Così, Nya porta i ninja nella sua vecchia base da Samurai X e insieme cercano un piano per salvare Lloyd. Il ninja verde, nel frattempo, cerca di convincere Harumi a non lavorare per l'Overlord, ma la ragazza gli risponde che l’oscurità è più forte della luce, e non essendoci più un conflitto, ci può essere pace nel buio. Perciò, Aspheera comincia un rituale con le armi d'oro e fa tornare l'Overlord a Ninjago sotto forma di un corpo.

## La venuta del re
L’Overlord, con il corpo da Re Crystal, parla con Lloyd e gli mostra la sua potenza. Prima cristallizza Aspheera, Harumi, Pythor, Vangelis, Mr. F e il Meccanico rendendo loro più forti. Poi sopraeleva la sua base in area come un l'isola volante. Infine, da vita al suo esercito di vengestone. Tuttavia, da una possibilità a Lloyd di unirsi e lui e stare al fianco di Harumi. Lloyd, però, rifiuta e scappa dalla base di cristallo. Arrivato fuori, si accorge di essere con le spalle al muro, poiché si trova ad un'altezza troppo elevata per scappare. Harumi lo trova e cerca di convincerlo a unirsi a lei e lavorare insieme per il Re Crystal. Lloyd rifiuta ancora, prende per il braccio Harumi e con lei si butta nel vuoto. I due finiscono in un fiume e sopravvivono. Uscendo dalla base, Lloyd riattiva il suo localizzatore e gli altri ninja trovano la sua posizione. Per raggiungerlo, però capiscono di dover rubare la loro nave volante confiscata. Ma per salvare Lloyd, decidono comunque di agire e infrangere ancora la legge.

## Ritorno all'occhio di Primeval
I ninja si recano nel deposito dove ci sono la bounty e i loro veicoli confiscati. Il maestro Wu rinchiude le due guardie di vedetta e i ninja ne approfittano per riprendere possesso dei loro veicoli. Intanto, Lloyd e Harumi s'incamminano nella foresta dell'Occhio di Primeval, con il ninja verde che sta dietro alla ragazza per evitare che scappi. Harumi, però, inganna Lloyd e fugge via. Tuttavia, nell'inseguimento i due finiscono nella sabbie mobili. Grazie allo sforzo di Lloyd, riescono a liberarsi, ma Harumi scappa ancora, mandando su tutte le furie il ninja verde. Mentre corrono, in cielo vedono Aspheera, Vangelis, il Meccanico, Mr. F e Pythor cavalcare enormi e potenti draghi di cristallo. Harumi tenta di farsi sentire e i quattro membri del consiglio vanno a catturare Lloyd, che cerca una via di fuga. In quel momento giungono nella foresta il Maestro Wu e gli altri ninja con il Bounty, che salvano Lloyd e fuggono via.

## Cristalstrofe
Per attirare i ninja e distruggerli, l'Overlord decide di attaccare Ninjago City. I ninja si presentano immediatamente ai confini della città, nelle campagne, per fermare i guerrieri in vengestone cristallizzati che attaccano le persone e le trasformano in zombi di cristallo. Intanto Wu spiega a Lloyd e Nya che l'Overlord non può mai essere distrutto del tutto e che accumula la sua forza dai conflitti. Parlando, il maestro Wu si ricorda di aver ricevuto da un mittente anonimo dei ritagli di giornale su conflitti, scontri e vandalismi, a indicare che chiunque gli avesse inviato quei ritagli sapeva del ritorno dell'Overlord. Così, grazie ai ragazzi dei giornali, scoprono da un codice l'appartamento da cui i ritagli sono stati inviati. Si tratta dell'abitazione di Vinny Folson, ovvero il cameraman dell'NGTV News, il telegiornale di Ninjago. Lloyd e Wu si recano lì e bussano alla porta, ma a loro sorpresa gli apre Garmadon.

## Felcecilia
Lloyd è scioccato di vedere suo padre, andato via dopo la vittoria contro gli Oni, senza mai più farsi vedere. Wu e il ninja verde chiedono quindi spiegazioni a Garmadon che decide di raccontare loro la sua storia. Infatti, dopo aver sconfitto gli Oni, Garmadon aveva cercato di trovare del bene in se stesso e di capire se anche lui poteva essere buono. Durante il suo viaggio interiore, ricordò le parole di Vinny Folson, con cui aveva parlato durante l’attacco degli Oni. Vinny aveva detto a Garmadon che oltre la sopravvivenza c'erano cose più importanti nella vita. Pertanto, il padre di Lloyd decise di recarsi proprio da Vinny. Il cameraman, inizialmente titubante, accettò e sostenne che per diventare buono bisogna prendersi cura di qualcosa. Quindi regalò a Garmadon una piccola felce da accudire, che chiamò Felcecilia. Dopo il racconto, Lloyd si infuria, poiché ritiene inutile la conversazione con suo padre, ma quando lui e Wu vanno via, all'interno della stanza si sente un boato. Quando rientrano vedono che uno dei draghi di cristallo che stanno attaccando la città ha distrutto l'appartamento di Vinny e la felce di Garmadon. Quest'ultimo, avendo perso la sua pianta, va su tutte le furie e combatte con le statue di vengestone. È in quel momento che Wu si accorge che Garmadon, a causa della sua natura Oni, non diventa uno zombi ed è immune alle statue.

## Una lezione di rabbia
I ninja smettono di combattere contro i guerrieri di vengestone e si riuniscono nella base da Samurai X di Nya. Qui rincontrano Garmadon, portato lì da Wu e Lloyd per farsi dare una mano. Nonostante la diffidenza dei ninja, Garmadon aiuta Lloyd a sprigionare la sua forma Oni, anche se con modi bruschi e burberi. Garmadon sostiene infatti che per usare il potere Oni, Lloyd debba fare l'opposto di ciò che Wu gli ha insegnato, e quindi non pensare con lealtà e bontà, ma con rabbia, odio e frustrazione.
Sentendo le parole di Garmadon, Wu comincia a pensare che se esiste una parte Oni onnipotente da una parte dello spettro, può esistere una forma drago onnipotente dall'altra. Intanto i Nuovi Ninja cercano di difendere Ninjago City dai guerrieri di vengestone, ma vengono cristallizzati e diventano zombi come la maggior parte delle persone. I vecchi ninja, invece, stufi di perdere tempo con Garmadon, decidono si aiutare la città usando i nuovi veicoli creati da P.I.X.A.L. costruiti con un nanopolimero tecnologico resistente ai cristalli che prosciugano energia. Nonostante ciò, Garmadon dice a Wu che anche con quei veicoli i ninja non hanno alcuna possibilità contro l'Overlord.

## Coraggioso ma incosciente
I ninja tornano a Ninjago City e usano i nuovi potenti veicoli creati da P.I.X.A.L. per attaccare i guerrieri di vengestone. Intanto, Nya, Lloyd, Garmadon e Wu, con il Bounty, tentano di trascinare via l'isola volante di cristallo del Re Crystal dalla città. L'Overlord contrattacca liberando i draghi di cristallo, che tentano di distruggere la nave volante. Wu, allora, decide di saltare sull'isola fluttuante e affrontare l'Overlord. Un gesto definito coraggioso da Garmadon, ma anche incosciente. Nel frattempo i draghi di cristallo attaccano i veicoli di Kai e Cole e il Jet di Zane, distruggendoli e mettendo fuorigioco i ninja che guidavano. Wu, allora, attacca l'Overlord faccia a faccia, ma il signore oscuro vince, gettando Wu dall'isola volante. I draghi di cristallo attaccano anche la nave volante dei ninja, distruggendola in due parti. Lloyd e Garmadon si schiantano in una parte della città, mentre Nya in un'altra. Il Re Crystal, a quel punto, raccoglie il suo potere e cristallizza definitivamente tutta la città, dichiarando che la fine ha appena avuto inizio.

## L'ora di mollare
Il maestro Wu atterra in un canale della città. I ragazzi dei giornali, Nelson e Antonia, lo salvano e lo portano nel loro magazzino. Intanto Nya si risveglia incastrata tra le macerie della Bounty. Viene trovata dal Meccanico, che con i guerrieri di vengestone, cerca di cristallizzarla. In quel momento, sul posto giunge Jay, ma dei guerrieri di vengestone provano ad attaccare entrambi. Nya, volendosi liberare ancora dalle macerie, sprigiona il suo potere e distrugge i guerrieri. Jay salva Nya e si accorge che i poteri dell'acqua della sua ragazza stanno tornando. Così, decidono insieme di recarsi al porto, per provare a inviare un messaggio a Benthomaar e chiedere aiuto ai merlopiani per combattere l'Overlord. Nel frattempo, i ragazzi dei giornali avvisano Wu del fatto che la Bounty si è schiantata e propongono un contrattacco. Wu, però, esprime il suo dissenso, affermando che è l'ora di mollare e di scappare via dalla città. I ragazzi dei giornali, alla fine, riescono a convincerlo di restare e combattere. Perciò, Wu, con una radio del magazzino, cerca di inviare un messaggio motivazionale agli abitanti di Ninjago City, per avvisarli che combatteranno fino alla fine, finché non si stanno ripresi la loro città.

## Il ritorno dell'Imperatore di Ghiaccio
Lloyd e Garmadon, dopo essersi schiantati con il Bounty, incontrano Hounddog McBrag, che tenta di arrestare il ninja verde. Garmadon e suo figlio scappano così nelle fogne, per chiedere aiuto alle serpentine nel combattimento. McBrag li segue, ma finisce tra le grinfie di serpentine zombi cristallizzate. Lloyd lo salva e gli dice che la legge in quel momento non ha più alcun rilievo. Intanto, nel magazzino dei giornali fa la sua comparsa Misako, che alla biblioteca di Domu ha trovato una pergamena di Quanish il vecchio. Quest'ultimo aveva predetto una nuova battaglia finale, nel quale l'oscurità sarebbe caduta su Ninjago. Tuttavia, aveva anche predetto che i protettori della città avrebbero avuto delle possibilità di vittoria trasformandosi in delle forme drago. Wu fa fatica a credere alla pergamena di Quanish, poiché ritiene quest'ultimo un profeta sciocco che dice cose prive di senso. Intanto, P.I.X.A.L. trova Zane, completamente rotto e con la capacità di occultamento alterata. Infatti Zane è tornato a credere di essere l'Imperatore di Ghiaccio. P.I.X.A.L. prova a portarlo da Cyrus Borg per aggiustarlo e nella sua strada incontra Ronin alla guida di un furgoncino con Ultra Violet, Killow e Fuccellino. Loro, infatti, voglio allearsi con i ninja e porre fine al dominio dell'Overlord. Perciò, raggiungono la torre Borg e sperano che Zane possa tornare ad essere sé stesso il prima possibile.

## Un rifugio sicuro
Dopo lo schianto del suo veicolo, Kai si risveglia e trova Cole ancora svenuto e ferito dopo la botta presa. Mentre tentano di scappare, incontrano Pythor e la sua truppa di guerrieri di vengestone. Il serpente li trova e tenta di cristallizzarli. In quel momento, però, sul posto giunge Skylor, la maestra dell'ambra, che mette fuorigioco Pythor e scappa con Kai e Cole. I tre si rifugiano in una sala videogiochi, dove incontrano Jake, un bambino che in passato aveva aiutato Kai con i suoi poteri. Il bambino rivela che mentre stava tornando a casa, la città è stata attaccata, e lui si è rifugiato nella sala videogiochi, ovvero il posto che riteneva più sicuro. Mentre sono lì, Skylor sente nel suo ricevitore il messaggio che Wu ha mandato agli abitanti di Ninjago e capisce che si trova nel magazzino dei giornali. Si recano lì per rifugiarsi e Jake trova proprio nel magazzino i suoi genitori, che riabbraccia felicemente.

## Il risveglio di Zane
Skylor prepara dei nudols per tutti i rifugiati nel magazzino. In quel momento, Kai chiede alla ragazza di rendere ufficiale la loro relazione e di diventare una vera e propria coppia, ma Skylor rimanda la conversazione dicendogli di riparlarne quando Ninjago sarà salvata. Intanto, Cole riesce ad amplificare la radio del magazzino è questo permette a Wu di mettersi in contatto con gli altri ninja. Jay e Nya affermano di essere al porto per cercare di contattare i merlopiani, mentre Lloyd e Garmadon dicono di essere nelle fogne a cercare le serpentine. P.I.X.A.L. annuncia invece la triste notizia su Zane, che continua a non risvegliarsi, ma avvisa anche gli altri ninja dell'alleanza con Ultra Violet, Killow, Ronin e Fuccellino, che hanno preso possesso dei nuovi mech costruiti da Cyrus Borg. A quel punto, anche Cole pensa di chiedere aiuto a persone esterne a Ninjago City, in particolare a Vania e i Shintariani. Ma essendo Shintaro un luogo lontano è impossibile contattare Vania. Vinny Folson, tuttavia, rivela che l’antenna dell'NGTV News è abbastanza potente per farlo. Le strade sono però intasate dai guerrieri di vengestone e raggiungere la torre risulterebbe difficile. È in quel momento che entra in gioco Pilota Sette, il vecchio bot di Prime Empire, grande pilota che può guidare e schivare i nemici con grande abilità. Nel frattempo, Zane, anche grazie alle tenere parole di P.I.X.A.L., si risveglia.

## Richieste d'aiuto
Lloyd si arrabbia con suo padre poiché non è in grado di provare compassione e compara la sua pianta con le persone. Garmadon, tuttavia, è dispiaciuto da questo e tenta in tutti i modi di essere paziente e avere compassione. Nel frattempo, Nya e Jay arrivano al porto, e dopo aver messo fuorigioco un'armata di vengestone, Nya tenta di contattare Benthomaar e i merlpopiani tentando di comunicare con i pesci. I suoi poteri risultano però ancora deboli e instabili. Invece, Cole e Vinny vengono scortati da Pilota Sette alla torre dell'NGTV News, affrontando ostacoli di ogni genere. Dopo una pazza corsa sulla strada, arrivano a destinazione. Vinny prepara quindi l'antenna amplicificata e riprende Cole con la telecamera. Il ninja della terra manda un messaggio a Vania, in cui dice che ha bisogno del suo esercito e che l'Overlord ha attaccato la città con dei criminali, incluso il padre, Vangelis. In quel momento, però, dei draghi di Cristallo attaccano Cole, che si mette al riparo con Pilota Sette e Vinny. Quest'ultimo presume di non aver mandato il messaggio in tempo. Tutte le missioni dei ninja risultano fallimentari: Lloyd e Garmadon non hanno trovato le serpentine, a cui però hanno lasciato un messaggio. Nya, avendo ancora un potere debole, non pensa di essere riuscita a contattare Benthomaar, mentre Cole non ha avvisato in tempo Vania. Il maestro Wu, spera quindi che ci sia un altro modo per sconfiggere l'Overlord.

## Una questione di fiducia
I ninja tornano al magazzino dei giornali e Wu parla loro della pergamena. Dice che su di essa ci sono dei disegni che indicano come raggiungere una forma drago. I disegni dicono che per raggiungerla bisogna saltare, calciare all'indietro, girarsi e ruotare velocemente. I ninja ci provano, ma tutti i tentativi si rivelano inutili. Garmadon e Wu iniziano quindi a pensare che Quanish abbia scritto solo stupidaggini sulla pergamena.
Intanto Mr. F rintraccia la trasmissione radio del maestro Wu, e Harumi, sentendola, comprende subito che i ninja sono nascosti nel magazzino dei giornali.
L'Overlord, quindi, dirige l'isola di cristallo verso il magazzino. Lo spostamento viene di intercettato da Cyrus Borg, che avvisa i ninja via radio.
Perciò, sapendo dell'arrivo, Wu, i ninja, Skylor, Ronin, Ultra Violet, Killow e Fuccellino si dispongono davanti al magazzino per combattere. L'esercito di vengestone arriva da ogni lato e il combattimento inizia. Invece, Lloyd e Garmadon raggiungono l'isola di cristallo e attaccano l'Overlord.

## La forma drago
L'Overlord potenzia la sua corazza e diventa più grande e più grosso. Lloyd cerca di convincere Harumi, presente sull'isola, di allearsi con loro, ma la ragazza si rivela titubante e non accetta la proposta. Tuttavia, l'Overlord rivela che i poteri di Garmadon sono stati un suo dono, poiché è stato proprio l'Overlord a possedere il Great Deveoruer che ha morso Garmadon. Sentendo queste parole, Harumi comprende che il vero colpevole per la morte dei suoi genitori è proprio l'Overlord e decide di allearsi con Lloyd.
Intanto, l'esercito di vengestone si avvicina troppo ai ninja, che perdono i loro poteri. Ronin, Ultra Violet e Killow vengono cristallizzati e la fine sembra vicina. Ma in quel momento giungono sul posto tutti gli alleati contattati dai ninja: Vania e l'esercito di Shintaro, Benthomaar con i merlopiani e gli isolani, le serpentine e Mini-Pix. Inoltre arrivano anche i genitori dei ninja e i visori rossi di Prime Empire, insieme a Unagami.
I ninja si accorgono che si è avverato il momento profetizzato dalla pergamena: la forma drago può essere raggiunta solo se gli alleati si uniscono. I ninja, quindi, si trasformano, raggiungono la loro forma drago e combattono. Zane distrugge Mr. F e riprende le shuriken di ghiaccio, Cole combatte con Vangelis e riprende la falce sismica, Kai affronta Aspheera e torna in possesso della spada di fuoco, mentre Jay combatte con Pythor e riprende i nunchaku fulminanti. Tutto sembra andare per il meglio, ma il maestro Wu si accorge che l'Overlord non vuole distruggere i ninja, ma vuole impossessarsi dei poteri della creazione e ormai è troppo tardi.

## Radici
Lloyd, Harumi e Garmadon affrontano l'Overlord, che si sbarazza subito di tutti e tre. Garmadon, in particolare, subisce un grave colpo che lo porta a perdere la sua forma oni. Lloyd si avvicina al padre per aiutarlo, ma Garmadon, privo di forze, muore.
Lloyd, a quel punto, va su tutte le furie e raggiunge finalmente la sua forma oni, con cui attacca violentemente l'Overlord. Tuttavia, si specchia in un cristallo, e vedendosi in forma oni, si spaventa e torna normale. In quell'istante l'Overlord colpisce Lloyd e lo butta giù dall'isola di cristallo. Intanto viene ripresa la scena in cui Wu rivela ai ninja che è troppo tardi e che l'Overlord ha vinto. Tuttavia, pensa che c'è un ultimo modo per fermarlo. Poiché vuole impossessarsi dei poteri della creazione, non può farlo senza le armi. I ninja, quindi, si dispongono sotto l'isola di cristallo e pongono le armi d'oro vicine, in modo tale da scatenare un'enorme esplosione e la loro distruzione. Dalle armi d'oro esce un raggio di luce che va contro Lloyd, ancora in caduta. Il raggio si trasforma in Ultra-drago d'oro con cui Lloyd attacca ancora l'Overlord, lo blocca e lo distrugge una volta per tutte. La pace torna a Ninjago e tutti coloro che sono stati cristallizzati ritornano normali. Torna anche Garmadon, che aveva solo fatto finta di morire per far arrabbiare Lloyd e fargli raggiungere la sua forma oni.
Giorni dopo la vittoria, Garmadon decide di coltivare la sua pianta domestica Felcecilia in una collina, ammettendo che deve fare le radici e diventare più grande. Poi, torna dai ninja, che intanto stanno pian piano ricostruendo il loro monastero. In loro aiuto accorrono tutti i loro alleati che hanno combattuto nella battaglia e tutti insieme ricostruiscono il monastero.